# Trauma Studios
Trauma Studios fue una empresa estadounidense fundada en 2003. Su trabajo más conocido es el mod Desert Combat para el juego Battlefield 1942.
El 1 de septiembre de 2004, Digital Illusions CE (DICE) compró Trauma Studios. 
Desde entonces, han colaborado en la creación del juego de la misma saga, Battlefield 2, la segunda parte del Battlefield 1942.
El 7 de junio de 2005, Digital Illusions CE (DICE) anunciaron que cerrarían Trauma Studios.
En enero de 2006, el equipo de Trauma Studios, es contratado por el conocido editor THQ, para crear un nuevo estudio de desarrollo interno conocido como Kaos Studios. Su primer juego, Frontlines: Fuel of War fue lanzado al mercado el 15 de febrero de 2008.